# ダフネ・ズニーガ
ダフネ・ズニーガ（Daphne Zuniga,  1962年10月28日 - ）は、アメリカ合衆国の女優、声優である。

## 来歴
1962年、カリフォルニア州バークレーに生まれる。父親はグアテマラ人で、カリフォルニア州立大学イーストベイ校で哲学の教授をしていた。母親はポーランド、フィンランド系。妹のジェニファー・ズニーガもかつて女優として活動していた。高校時代から演劇に興味を抱き、学校の演劇に出演したり、十代初めのころにサンフランシスコにあるAmerican Conservatory Theaterのプログラムに参加したりした。少しして両親が離婚したことから、ズニーガらは母親と共にヴァーモント州へ移住。同州の高校を卒業後にカリフォルニア大学ロサンゼルス校へ進学して演劇を専攻した。
1982年に低予算ホラー映画『血の学寮』で女優デビュー。その後、マイケル・J・フォックス主演のテレビシリーズ『ファミリー・タイズ』などへ出演してキャリアを重ねていき、1987年にはメル・ブルックス監督で『スター・ウォーズ』をベースにしたパロディ映画『スペースボール』ではヒロインを好演。徐々に認知度も上がっていき、1992年からレギュラー出演した恋愛テレビドラマ『メルローズ・プレイス』で人気を得た。またエリック・ストルツが主演したホラー映画の続編『ザ・フライ2 二世誕生』のヒロイン役でも知られている。現在もテレビドラマや映画などへコンスタントに出演し、順調にキャリアを築いている。

### 私生活
2004年に急性水銀中毒により、病院へ搬送された。原因は寿司の食べすぎで、ダイエットのために週に4回寿司を摂取する生活を続けていたためとされている。

## 出演作品

### 映画
- 血の学寮 The Dorm That Dripped Blood (1982)
- クウォーターバック・プリンセス Quarterback Princess (1983)
- 血ぬられた入寮式/ 呪われた女子大生の謎 The Initiation (1984)
- ビジョン・クエスト/青春の賭け Vision Quest (1985)
- シュア・シング The Sure Thing (1985)
- Stone Pillow (1985) ※テレビ映画
- シンシア・ギブのモダン・ガールズ Modern Girls (1986)
- スペースボール Spaceballs (1987)
- マフィア/ 最後の祈り Last Rites (1988)
- ザ・フライ2 二世誕生 The Fly II (1989)
- ステイ・トゥゲザー/ 青春の絆 Staying Together (1989)
- メディカル・レッスン/ 青春解剖学 Gross Anatomy (1989)
- Prey of the Chameleon (1992)
- 蒼い月 Mad at the Moon (1992)
- アマゾン Eight Hundred Leagues Down the Amazon (1993)
- Cityscrapes: Los Angeles (1994)
- DEGREE OF GUILT ディグリー・オブ・ギルト Degree of Guilt (1995) ※テレビ映画
- Charlie's Ghost Story (1995)
- パンドラ・クロック/ 人類滅亡へのフライト Pandora's Clock (1996) ※テレビ映画
- Stand-ins (1997)
- Naked in the Cold Sun (1997)
- Loss of Faith (1997)
- Enemies of Laughter (2000)
- デンジャラス・ライズ/ 偽りの記憶 Artificial Lies (2000)
- Ghost Dog: A Detective Tail (2003)
- Secret Lives (2005) ※テレビ映画
- A-リスト A-List (2006)
- The Obsession (2006) ※テレビ映画
- Christmas Do-Over (2006)
- Mail Order Bride (2008)
- Seducing Charlie Barker (2010)
- A Family Thanksgiving (2010) ※テレビ映画
- ハッピー・メリー・ストライキ On Strike for Christmas (2010) ※テレビ映画
- チェンジング・ハーツ ～家族の絆～ Changing Hearts (2012)
- Gone Missing (2013)
- Signed, Sealed, Delivered. (2013)
- ビヨンド・パラダイス Beyond Paradise (2014)
- Monkey in the Middle (2014)

### テレビドラマ
- ファミリー・タイズ Family Ties (1984)
- ナイトメア・クラシックス Nightmare Classics (1989)
- メルローズ・プレイス Melrose Place (1992 - 1996)
- The Hidden Room (1993)
- モデル・エージェンシー/女たちの闘い Models Inc. (1994)
- スピン・シティ Spin City (1997, 1998)
- アウター・リミッツ The Outer Limits (1999)
- Stark Raving Mad (2000)
- LAW & ORDER:性犯罪特捜班 Law & Order: Special Victims Unit (2003)
- EVE Eve (2003)
- American Dreams (2004, 2005)
- ビューティフル・ピープル NYの天使たち Beautiful People (2005 - 2006)
- NIP/TUCK マイアミ整形外科医 Nip/Tuck (2007)
- Novel Adventures (2008)
- One Tree Hill One Tree Hill (2008 - 2012)
- メルローズ・プレイス Melrose Place (2009, 2010)

### テレビアニメ
- Happily Ever After: Fairy Tales for Every Child (1995)
- ジョニー・ブラボー Johnny Bravo (1997)
- Stories from My Childhood (1998)
- バットマン・ザ・フューチャー Batman Beyond (1999, 2000)
- スペースボール アニメイテッドシリーズ Spaceballs: The Animated Series (2008 - 2009)

## 参照
1. ↑  http://nl.newsbank.com/nl-search/we/Archives?p_product=CSTB&p_theme=cstb&p_action=search&p_maxdocs=200&p_topdoc=1&p_text_direct-0=0EB36D741709F3BE&p_field_direct-0=document_id&p_perpage=10&p_sort=YMD_date:D&s_trackval=GooglePM
2. 1 2  “Daphne Zuniga Biography”. 2014年7月4日閲覧。
3. 1 2  “Actress Describes Mercury Poisoning Ordeal”. 2014年7月4日閲覧。